# Hermann Schwind
Hermann Otto Heinrich Schwind (* 18. März 1923 in Mannheim; † 27. Januar 2009 in Dortmund) war ein deutscher Ingenieur und Professor für Anlagentechnik am Fachbereich Chemietechnik der Technischen Universität Dortmund.

## Leben
Schwind besuchte von 1929 bis 1933 die Volksschule und von 1933 bis 1941 das Lessing-Realgymnasium in Mannheim. Nach dem Abitur 1941 leistete er einen „Studentischen Ausgleichsdienst“, bevor er 1942 bis 1945 Maschinenbau an der Technischen Hochschule Darmstadt studierte. Dort schloss er sich dem Corps Franconia Darmstadt an. Von 1946 bis 1948 setzte er das Studium an der Technischen Hochschule Karlsruhe fort. Er legte 1948 die Diplom-Hauptprüfung ab. Anschließend arbeitete er als Doktorand am Kältetechnischen Institut der Hochschule und promovierte 1952 zum Dr.-Ing. Von 1948 bis 1954 arbeitete er als Betriebsingenieur bei den Firmen Gebrüder Bender GmbH, Eisfabrik und Kühlhaussysteme in Mannheim und in der Süddeutsche Kühlhaus GmbH in Frankfurt am Main. Danach arbeitete er bis 1956 als Associate Research Engineer bei der York Corporation und (in Nachfolge) York Devision of Borg-Warner Corporation in York (Pennsylvania), USA. Er wechselte zur Worthington Corporation in Harrison (New Jersey) in eine Projektingenieur-Stelle und blieb dort bis 1958. Danach arbeitete er bis 1969 als Konstruktionsgruppenleiter (Oberingenieur, Prokurist) bei der Badischen Anilin- & Soda Fabrik AG (BASF) in Ludwigshafen am Rhein. Ab dann arbeitete er 19 Jahre als Ordentlicher Professor für Anlagentechnik, Fachbereich Chemietechnik an der Technischen Universität Dortmund. Mit seiner Emeritierung im Jahr 1988 beendete er seine Laufbahn an der Universität.
Schwind war verheiratet und hatte zwei Kinder.

## Schriften
- Messung des Wärmeübergangs an verdampfendes Ammoniak. In: Abhandlung des Deutschen Kältetechnischen Vereins. Karlsruhe 1952.
- Künstliche Kälte bei der Konservierung. In: Handelsblatt. Deutsche Wirtschaftszeitung, Beilage – Die Technische Linie 5. Nr. 14, 1952, S. 2.
- Der Blockeisverbrauch in Deutschland in Abhängigkeit von Ort, Zeit und Witterung. In: Kältetechnik. Nr. 5/2, 1953, S. 30–31.
- Multiple Fluid Remgerating System. In: US-Patent Nr. 2, 938, 362.
- Verfahren und Vorrichtung zur Herstellung von Schaumstoff-Formkörpern. In: Patente Nr. 1492401 (Frankreich), Nr. 685618 (Belgien), Nr. 330306 (Spanien), Nr. 92732 (Mexiko).
- Über die Verwendung binärer Kältemittelgemische und deren Darstellung im Enthalpie-Druck-Diagramm. In: Kältetechnik. Band 14, Nr. 4, 1962, S. 98–105.
- Räumliches Projektieren von industriellen Anlagen mit Schaumstoffen aus Styropor als Arbeitswerkstoff. In: VDI-Z. 1005. Nr. 5, 1963, S. 184–186.
- Wechselbeziehung zwischen Anlagentechnik und Apparatekonstruktion. In: Chem.-Ing.-Techn. Band 46, Nr. 13, 1974, S. 551.
- Survey on the computer-aided layout ofpiping of chemical plants. In: Symposium Computers in the design and erection of chemical plants. Karlovy Vary, CSSR 1975.
- Einfluß und Bedeutung der Rohrleitungsplanung auf die Kosten von Chemieanlagen. In: 3R international. Band 16, Nr. 7, 1977, S. 379–385.
- Das Projektieren von Chemieanlagen in der akademischen Lehre. In: Jahrbuch der Gesellschaft der Freunde der Universität Dortmund. 1976, S. 23–28.
- mit K. Solmecke: Vergleichende Untersuchung der Festigkeitsberechnung von Druckbehältern unterschiedlicher Bauart. In: Chem.-Ing.-Techn. Band 50, 1978, S. 430–435.
- Kostenberechnung von Apparaten und Anlagen. In: VDI-Nachrichten. Nr. 37, 1978, S. 17.
- mit D. Wolff, J. Brose: Über die Verwendung von querberippten Rohren in Latentwärmespeichern. In: vt. Verfahrenstechnik. Band 12, 1978, S. 729–734.
- mit J. Jung: The effect ofpredetermination on investment planning. In: Preprints of the 5th Int. Cost Engineering Congress. Utrecht 1978, S. 417–424.
- mit D. Wolff: Über die Kombination Latentwärmespeicher-Wärmepumpe für solare Raumheizung. In: Deutscher Kältetechnischer Verein (DKV), Tagungsbericht. Band 5, 1978, S. 137–158.
- Kostenvorausberechnung von Apparaten und Anlagen - Möglichkeiten und Grenzen. In: Chem.-Ing.-Techn. (Hrsg.): US-Patent Nr. 2, 938, 362. Nr. 51, 1979, S. 166–173.
- Maschinen und Apparate. In: Planung und Betrieb von Anlagen. Fortschr. Verfahrenstechn. Band 16, 1978, S. 466–478.
- mit A Micheely: Maschinen und Apparate. In: Planung und Betrieb von Anlagen. Fortschr. Verfahrenstechn. Band 17, 1979, S. 449–465.
- Rechnergestützte Anlagenplanung. In: VDI-Nachr. Nr. 44, 1979, S. 20.
- mit D. Wolff: Solarunterstütztes Wärmepumpensystem mit neuartigem Latentwärmespeicher. In: Ki. Klima-Kälte-Heizung. Band 12, 1979, S. 511–520.
- mit H. Schlosser: Mikrocomputer-Dialog-Software rur Apparateaufstellungs- und Rohrleitungsplanung. In: Chem.-Ing.-Techn. Nr. 52, 1980, S. 343.
- mit A Micheely: Auswirkungen von Biegemoment-Beanspruchungen auf eine Rohrleitungsflanschverbindung. In: vt. Verfahrenstechnik. Nr. 14, 1980, S. 345–349.
- Wirtschaftliche Gesichtspunkte bei der Planung von Chemieanlagen mittels EDV im Dialog. In: Chern. Ind. Nr. 32, 1980, S. 467–468.
- mit F. Haendeler: Zur Berechnung der Schraubenkraftänderung einer Rohrleitungsflanschverbindung bei Biegemomentbeanspruchung. In: vt. Verfahrenstechnik. Nr. 16, 1982, S. 618–623.
- mit D. Wolfl: Zur Auslegung von Latentwärmespeichem mit Rippenrohren. In: KI. Nr. 9, 1981, S. 393–398.
- mit D. Wolfl: Mehrstufige Kompressionskaltdampfinaschine mit Wärmespeicher. In: Offenlegungsschrift des Deutschen Patentamtes DE 3111469 A 1. 14. Oktober 1982.
- mit K. Solmecke: Elektrische Mehrfachdurchführung bis zu Drücken von 400 bar. In: Offenlegungsschrift des Deutschen Patentamtes DE 3002127 AI. 30. Juli 1981.